# Giovanni di Pietro

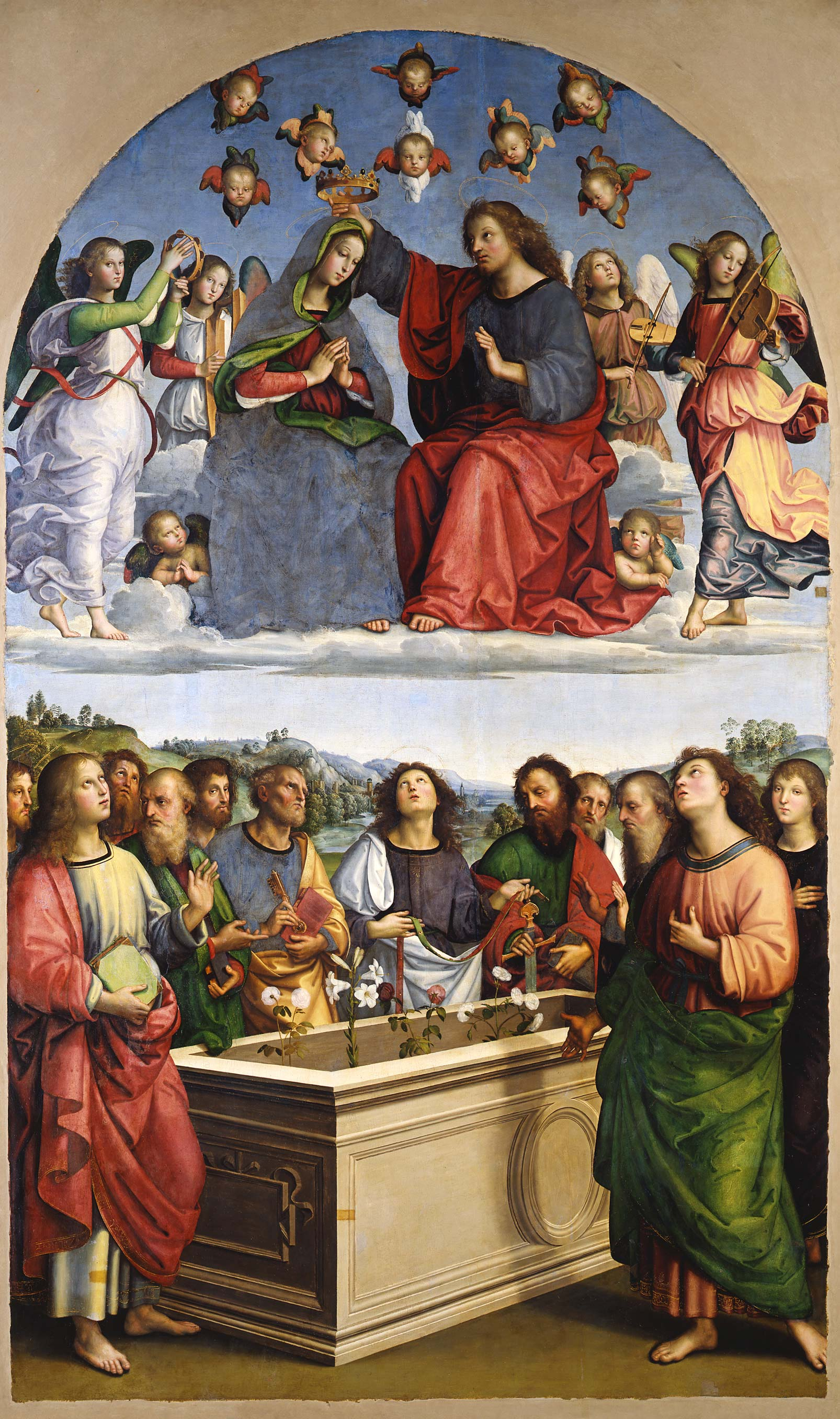
Coronación de la Virgen, Pinacoteca Vaticana.

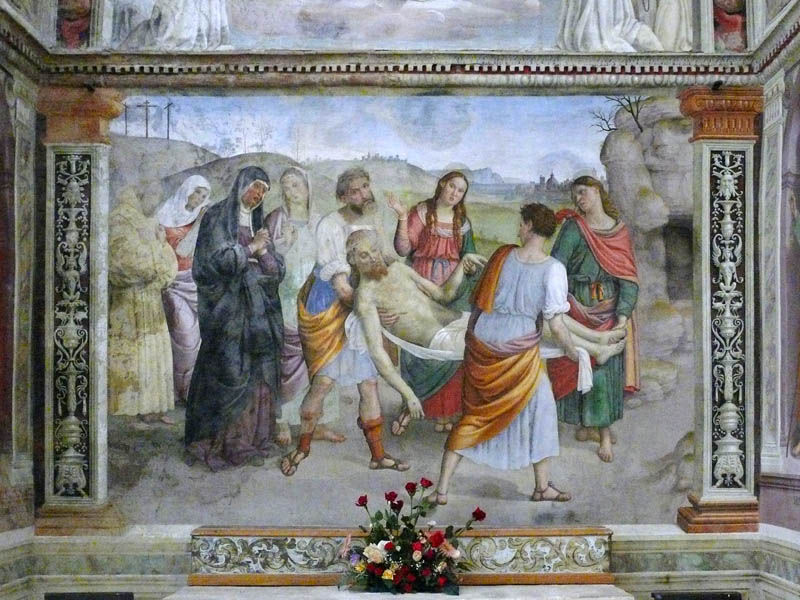
Deposición, Madonna delle Llacrime, Trevi.

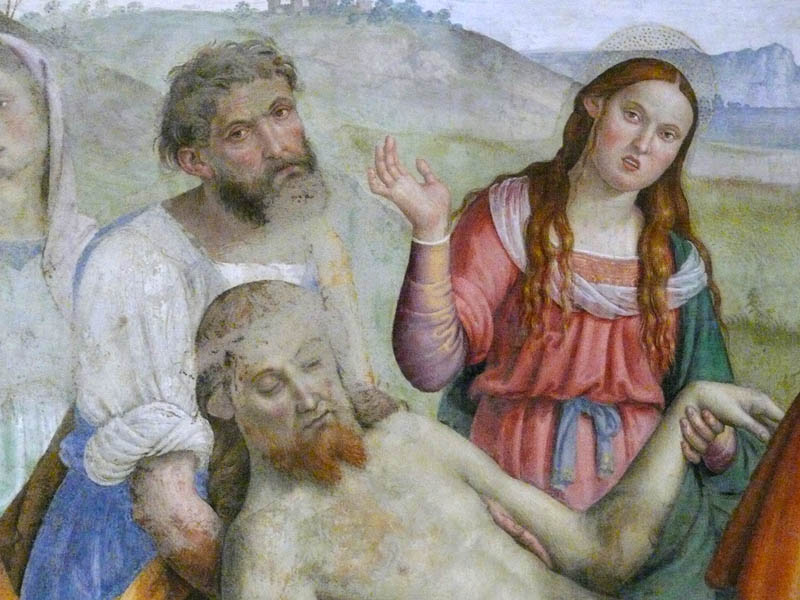
Deposición (detalle).

Giovanni di Pietro, llamado Lo Spagna por su origen español (España, c. 1450-Spoleto, 1528), fue un pintor español que desarrolló toda su carrera en Italia durante el Renacimiento. Alumno destacado del Perugino, fue el más notable de los artistas formados en su taller, exceptuando a Rafael Sanzio.

## Biografía
Nacido en un lugar indeterminado de España, las primeras noticias que tenemos de él ya le sitúan en Florencia como ayudante en el taller del Perugino (1492). Algunos años después le encontramos en Spello trabajando como auxiliar del Pinturicchio (1502). Después volvió a trabajar junto a Vanucci en Perugia, pero tuvo que abandonar la ciudad a la muerte de este (1524), debido a la hostilidad de los pintores locales, reacios a competir con artistas foráneos. Varias fuentes, entre ellas Giorgio Vasari, culpan de este episodio a pintores como Giannicola di Paolo o Domenico Alfani.
Lo Spagna trabajó en diversas localidades umbrías, excepto Perugia. Pocos años antes se había establecido en Spoleto, donde casó con Santina Martorelli, perteneciente a una de las principales familias de la ciudad. En su nuevo hogar alcanzó un gran reconocimiento: en 1516 el gobierno local concedía la ciudadanía al magistri Iohannis hyspani pictoris excellentissimi, que algún tiempo después era elegido Capitano delle Arti dei Pittori e Orefici (1517). Una de sus hijas casó con otro pintor extranjero, Jacopo Sículo.
Lo Spagna falleció en Spoleto en 1528 a causa de la peste, mientras trabajaba en los frescos de San Giacomo. Sus ayudantes concluyeron el encargo, según los diseños que había dejado el maestro.
Di Pietro fue maestro de varios artistas notables, como Dono Doni, Cecco di Bernardino o Raffaellino dal Colle.
Algunos especialistas atribuyen a Lo Spagna la autoría de los Esponsales de la Virgen, célebre pintura conservada en Caen y tradicionalmente atribuida a su maestro Perugino.

## Obras destacadas

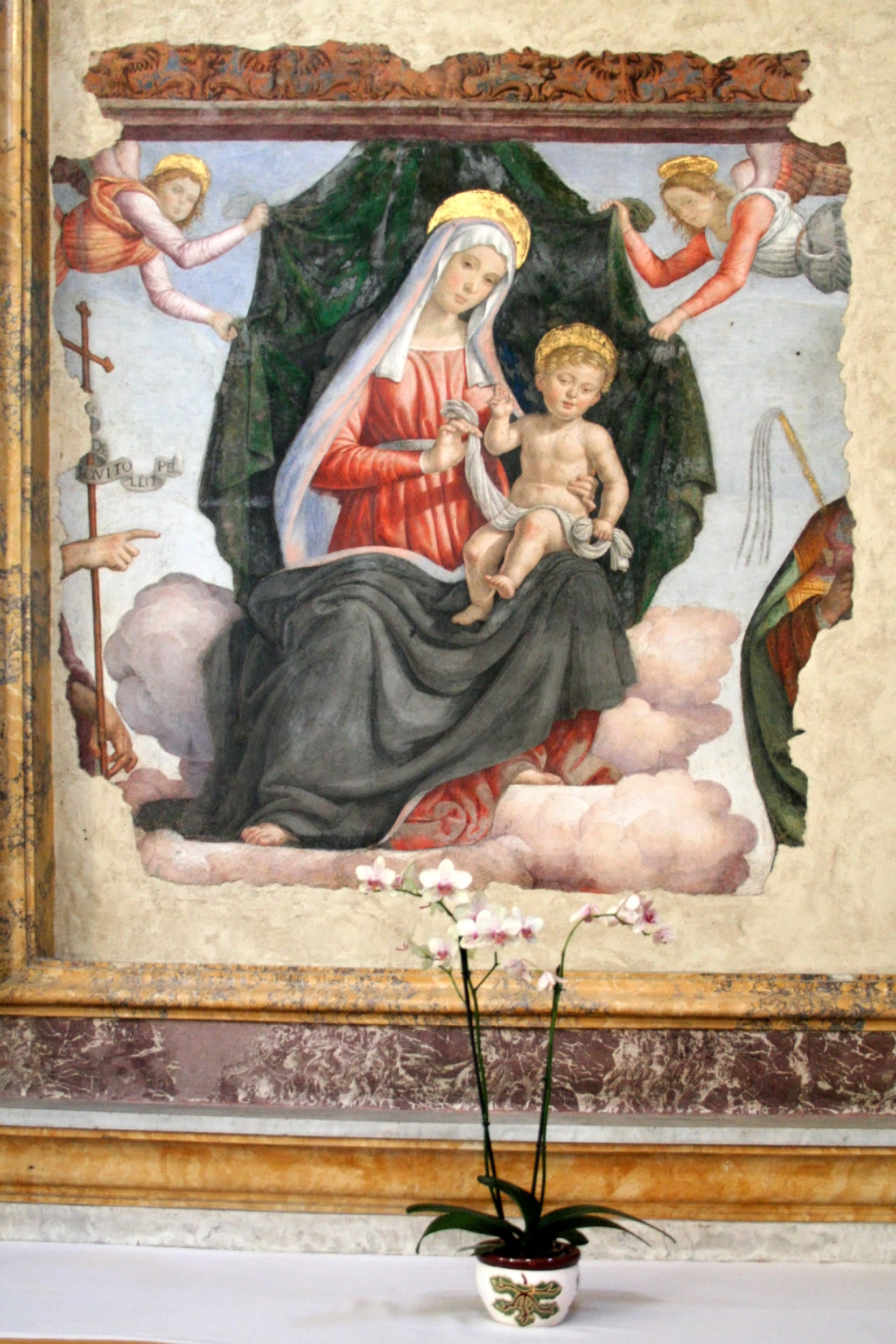
Virgen con el niño

- Cristo portando la Cruz (1497, Monasterio della Beata Colomba, Perugia), atribución incierta.
- Virgen con el Niño (1501, Santa Maria Maggiore, Spello), fresco anteriormente atribuido a Pinturicchio.
- Coronación de la Virgen (1507-1511, Pinacoteca Vaticana, Roma)
- Virgen de la Misericordia (c. 1510, San Carlo, Todi)
- Adoración de los Reyes Magos (1508, Staatliche Museen, Berlín)
- Natividad (1510, Museo del Louvre, París)
- Santa Catalina de Siena (1510/1515, The Art Institute, Chicago)
- Asunción de la Virgen (1512, San Martino, Trevi), fresco.
- Frescos de la Capilla del Tránsito (1514, Santa Maria degli Angeli, Asís)
  - Hermanos Junípero, Morico, Felipe y Bernardo y los santos Otón y Adjuto, protomártires franciscanos
  - San Antonio de Padua, San Buenaventura y San Berardo, protomártir
  - Hermanos Silvestre, Rufino, Masseo, León y Gilles, con San Acursio, protomártir
- Frescos de La Rocca di Albornoz (1514-1515, ahora en el Palazzo Comunale, Spoleto)
  - Virgen con el Niño y santos
  - Tres Virtudes: Caridad, Justicia y Clemencia
- San Pedro y San Pablo (1516, Catedral de Todi)
- Virgen con el Niño y santos (1516-1517, Museo del Tesoro, Asis)
- Frescos en San Michele Archangelo (Gavelli, 1518 y 1523)
  - Coronación de la Virgen
  - Santos Pedro y Pablo
  - San Miguel derrota al demonio
  - Aparición de San Miguel en el Monte Gargano
  - Virgen en gloria con el Niño y los santos Sebastián, Catalina de Alejandría, Apolonia y Juan Bautista
  - Virgen en gloria con el Niño y los santos Jerónimo, Francisco de Asís y Antonio de Padua (1523)
- Frescos en la Madonna delle Llacrime (1518-1520, Trevi)
  - Deposición
  - Santos Ubaldo y José
  - San Agustín
- Santas Cecilia y Catalina (1520, Pinacoteca de Trevi)
- Virgen con el Niño y ángeles (c. 1520, Sant'Ansano, Spoleto), fresco.
- Crucifixión con santos (c. 1520, Oratorio di San Pietro Martire, Spoleto), fresco.
- Coronación de la Virgen (1522, Pinacoteca de Trevi)
- Frescos de San Giacomo de Spoleto (1526)
  - Santiago Apóstol
  - Anunciación
  - Santa Lucía
  - Santa Apolonia
  - Leyenda del peregrino ahorcado
  - Milagro de los pollos asados
  - Coronación de la Virgen
  - Virgen con el Niño y santos (1527, probablemente su última obra)